# Can Maçana (el Bruc)
Can Maçana, o Can Massana, és una obra del Bruc (Anoia) protegida com a Bé Cultural d'Interès Local.

## Descripció
Casal fortificat de grans dimensions, de planta rectangular i tres plantes d'alçada. Els murs són de pedra. Està orientada al sud i la coberta és de teula àrab a dues vessants. Al costat i a la dreta hi ha un mur de defensa amb espitlleres. A sobre l'entrada, a la clau de l'arc, hi ha un escut gravat pertanyent a un dels priors montserratins amb la data de 1791.

## Història
Fou possessió de Montserrat als segles xviii i xix, fins a la desamortització. Estigué fortificada durant les guerres carlines. Esdevingué també hostal.
Es troba al coll de Can Maçana, a poca distància del Castell de la Guàrdia de Montserrat, al punt de sortida de la carretera de Montserrat. És el punt principal d’accés als camins i les agulles de roca d’aquest sector de Montserrat on els monòlits i les formes verticals conformen un laberint únic.